# دبلجة الأفلام للأوكرانية
تُشير دبلجة الأفلام للأوكرانية إلى دبلجة منتجات الفيديو (أفلام، مسلسلات تلفزيونية، ألعاب فيديو، إلخ) للغة الأوكرانية.

## تاريخها
في 2010، كان ثلث جميع الأفلام في أوكرانيا مدبلجة إلى اللغة الروسية.

## ممثلو الدبلجة الأوكرانيون
منذ نشأة الدبلجة بالأوكرانية في 2006، كان هناك كوكبة من الممثلين الصوتيين المعروفين بإطلاق الدبلجة بالأوكرانية، من أشهرهم يوجين مالوها (المعروف بصوت ألفا الأوكراني من نفس سلسلة المجموعة) ويوري كوفالينكو (المعروف بصوت كعك الجبن الأوكراني في فيلم سيارات - أول فيلم رسوم متحركة رائج كامل الطول والذي عُرضّ في دور السينما الأوكرانية مع الدبلجة الأوكرانية).
يشارك نجوم عالم الترفيه الأوكرانيون أيضًا بنشاط في الدبلجة الأوكرانية. شارك عدد من المطربين المشهورين، بما في ذلك أوليغ سكريبكا وآني لورك، في دبلجة فيلم الرسوم المتحركة كارلسون، الذي يعيش على السطح (2002). عمل عدد من المشاهير على فيلم الرسوم المتحركة تركل وخاليبا (2004): بوتاب وأوليغ سكريبكا وفاغوت وفوزي من (فرقة تي إن إم كيه) وفوما من (فرقة ماندري) وفاديم كراسنوكي من (فرقة ماد هيدز) وكاتيا تشيلي وفيتالي كوزلوفسكس وليلو وفاسيا جونتارسكي من («نادي فاسيا») ودي جي روميو وستيبان كازانين من (كوارتر-95). في فيلم الرسوم المتحركة هورتون (2008) بالإمكان سماع أصوات نجوم الترفيه بافل شيلكو من (دي جيه باشا) وفلاديمير زيلينسكي من (كوارتر-95). كانت الشخصيات الرئيسية في فيلم «حي 13: الإنذار» (2009) في شباك التذاكر الأوكراني تتحدث بأصوات يفهين كوشوف (كوارتر-95) وأندريه خليفنيوك (عازف منفرد لفرقة «بوم بوكس»).